# Bitva u Monongahely
Bitva u Monongahely je důležitá bitva počáteční fáze francouzsko-indiánské války. Odehrála 9. července 1755 v lesích Pensylvánie u řeky Monongahely, 16 km východně od Pittsburghu, kde se britská výprava generála Braddocka nečekaně srazila s výrazně slabšími francouzsko-indiánskými silami kapitána de Beaujeu a byla drtivě poražena, když se na rozdíl od protivníka nedokázala dostatečně rychle a efektivně rozvinout k boji a po Braddockově zranění zkolabovala. Britská propaganda se později snažila tvrdit, že šlo o přepad ze zálohy, nicméně nebyla to pravda, Francouzi byli při nečekaném střetu úplně stejně překvapení a nepřipravení jako Britové.
Bitva představovala pro britskou stranu katastrofální porážku, která zmařila její snahu o ovládnutí francouzských držav v oblasti Ohia, připravila ji o úvodní iniciativu na americkém válčišti, přinutila ji přemístit do Severní Ameriky mnohem početnější síly a vedla ji k větší snaze přizpůsobit evropský způsob válčení, jehož přílišnou nemotornost prokázala, místním podmínkám boje v divočině. Bitva přinesla smrt oběma hlavním velitelům: kapitán de Beaujeu padl hned v prvních vteřinách bitvy, generál Braddock byl smrtelně raněn po třech hodinách boje a zemřel 13. července.